# Исраилов, Хасан
Хасан Исраилов, Хасан Терлоев(ский) (? — 25 декабря 1944) — организатор и руководитель восстания в Чечне в 1940—1944 годах, глава ОПКБ, представитель чеченской интеллигенции, выходец из тайпа Терлой. Член ВКП(б) с 1929 года. Занимался литературной деятельностью.

## Ранние годы
Точных сведений о месте и времени рождения Х. Исраилова нет. Разные источники называют разные даты его рождения: 1903 год — согласно характеристике НКГБ СССР, 1907 год — из письма наркома внутренних дел Грузии Г. Т. Каранадзе Л. П. Берии (со ссылкой на обнаруженный в августе 1943 года дневник Х. Исраилова), 1910 год — по сведениям А. Г. Авторханова. Иногда местом рождения Х. Исраилова называют «аул» Нашха, однако Нашха является областью, а не единичным населённым пунктом, что вызывает сомнения в достоверности данных. Возможно, на происхождение, и место рождения Х. Исраилова, может указывать его псевдоним — Терлоев/Терлоевский, взятый Х. Исраиловым по названию своего тайпа — Терлой.
Получил исламское и светское образование. Член ВКП(б) с 1929 года. Работал корреспондентом «Крестьянской газеты», писал также стихи и пьесы. В 1931 году арестован за «контрреволюционную клевету», приговорен к 10 годам заключения, но через три года по ходатайству газеты был освобожден и восстановлен в партии.
Учился в Москве в Коммунистическом университете трудящихся Востока. Вместе с другими чечено-ингушскими деятелями (Абдурахман Авторханов, Хусейн Исраилов, Хасан-Бек Атабаев, Нурдин Музаев, Хаджибекар Муралов, Магомед Мамакаев, Шамсудин Айсханов, Хасан-Бек Гелагаев) направил советскому руководству письмо с предложением снять со своих постов первого секретаря Чечено-Ингушского обкома ВКП(б) Василия Егорова и начальника местного НКВД Михаила Раева, поскольку продолжение их политики неминуемо приведёт к восстанию. В результате Исраилов вновь был арестован, но когда в январе 1939 года арестованы были и сами Егоров и Раев (вне связи с письмом Исраилова и его товарищей), он добивается освобождения. По другим сведениям, Исраилов был освобождён и реабилитирован ещё в 1937 году.

## Начало повстанческой деятельности
Когда он возвращается в Чечню, в январе 1940 года его вызывают к новому секретарю обкома Фёдору Быкову и предлагают подать заявление о восстановлении в партии. Через несколько дней он присылает в обком заявление следующего содержания:
Вот уже двадцать лет, как Советская власть ведёт войну на уничтожение моего народа по частям — то как кулаков, то как мулл и «бандитов», то как «буржуазных националистов». Теперь я убедился, что война отныне ведётся на истребление всего народа. Поэтому я решил встать во главе освободительной войны моего народа. Я слишком хорошо понимаю, что не только одной Чечено-Ингушетии, но даже и всему национальному Кавказу трудно будет освободиться от тяжёлого ярма красного империализма, но фанатичная вера в справедливость и законная надежда на помощь свободолюбивых народов Кавказа и всего мира вдохновляют меня на этот в ваших глазах дерзкий и бессмысленный, а по моему убеждению единственно правильный исторический шаг. Храбрые финны доказывают сейчас, что великая рабовладельческая империя бессильна против маленького, но свободолюбивого народа. На Кавказе вы будете иметь вторую Финляндию, а за нами последуют другие угнетённые народы.

## Во время Великой Отечественной войны
После начала Великой Отечественной войны перешёл на нелегальное положение и приступил к подготовке восстания. 28 января 1942 года на нелегальном собрании учреждает «Особую партию кавказских братьев» (ОПКБ) ставящей себе целью «создание на Кавказе свободной братской Федеративной республики государств братских народов Кавказа по мандату Германской империи». Позднее ОПКБ была переименована в «Национал-социалистическую партию кавказских братьев». По составленным Исраиловым документам в ноябре 1941 года в его партии состояло до 5 тысяч человек, а партийные ячейки существовали, кроме Чечено-Ингушетии, ещё в 7 соседних регионах. В Чечено-Ингушской АССР в намеченном на январь 1942 года «вооружённом восстании» якобы были готовы участвовать «до 25 тысяч человек», но никакого восстания не произошло.
Осенью 1942 года начальник отдела по борьбе с бандитизмом Чечено-Ингушского НКВД Идрис Алиев и другие работники того же отдела имели ряд встреч с Исраиловым и другими руководителями повстанческих групп. Тогда же в доме одного из жителей села Мужичи состоялись переговоры Исраилова с немецкими офицерами об «оказании содействия наступающим германским войскам».
В секретной переписке с Исраиловым состоял нарком НКВД Чечено-Ингушетии Султан Албогачиев, а после перевода последнего в Москву её продолжил сменивший Албогачиева на этом посту Виктор Дроздов. Из опубликованных в 1990-е годы документов следует, что Исраилов и другие руководители повстанческих групп поддерживали связь с германской агентурой во Владикавказе через руководителей республиканского НКВД. Кроме того, контакты между командирами немецких диверсионных групп и Исраиловым носили эпизодический характер и происходили только через сотрудников советских спецслужб, действовавших под видом нелегалов и выполнявших функции проводников и советников:
Нет сомнений в том, что все эти контакты осуществлялись в рамках тайной операции по выявлению действовавших антисоветских групп и их каналов связи с секретными службами Германии в контексте обороны нефтепромышленного Грозного. Нельзя было допустить высадки мощного десанта в горах, от которых Грозный отстоял всего в 30 километрах. С этой целью содержались в качестве приманки «повстанческие» группы и велась оперативная игра с несколькими реальными противниками советской власти (объективно они выполняли роль «подсадных уток»).
В 1944 году Исраилова укрывал другой опытный подпольщик Джаватхан Муртазалиев в Бачи-Чу, селения Зумсой, который находился на нелегальном положении с 1924 года.
Все недовольные советской властью, контактировавшие с Исраиловым, рано или поздно попадали в руки НКВД. Хасуха Магомадов, примкнувший к группе Исраилова, вскоре заметил эту закономерность. После гибели очередной группы немецких парашютистов он тайно покинул отряд и до самой своей гибели в 1976 году действовал самостоятельно.
В ноябре 1944 года Исраилов писал наркому НКВД Чечено-Ингушетии В. А. Дроздову:
Дорогой Дроздов, я писал телеграммы в Москву. Прошу передать их по адресам и через Яндарова прислать мне расписки почтой с копией Вашей телеграммы. Дорогой Дроздов, я прошу Вас сделать все возможное и для того, чтобы добиться из Москвы прощения за мои грехи, ибо не так велики, как рисуются. Прошу прислать мне через Яндарова копировальной бумаги 10-20 штук, доклад Сталина от 7 ноября 1944 года, военно-политические журналы и брошюры не менее 10 штук, химических карандашей 10 штук.

Дорогой Дроздов, прошу сообщить мне о судьбе Хусейна и Османа, где они, осуждены ли они или нет.

Дорогой Дроздов, я нуждаюсь в лекарстве против туберкулезной бациллы, пришли наилучшее лекарство.

С приветом — писал Хасан Исраилов (Терлоев).
Реальная численность группы Исраилова, включая внедрённых в её состав агентов НКВД, никогда не превышала 14 человек.
25 декабря 1944 года Хасан Исраилов был смертельно ранен в результате спецоперации, организованной НКВД для его задержания.